# 刺猥栗壳蟹
刺猥栗壳蟹（学名：Arcania erinaceus）为玉蟹科栗壳蟹属的动物。分布于日本、新加坡、印度东岸、斯里兰卡，包括南海、福建等海域，生活环境为海水，一般栖息于泥沙底。